# Constel·lació del Centaure
El Centaure (Centaurus) és una constel·lació de l'hemisferi celest sud; és una de les majors constel·lacions i va ser inclosa entre les 48 constel·lacions llistades per l'astrònom del segle II, Claudi Ptolemeu; actualment és una de les 88 constel·lacions modernes. En la mitologia grega, el Centaure representava, com el seu propi nom indica, un centaure, una criatura meitat humà i meitat cavall, essent així una de les dues constel·lacions que representen un centaure, juntament amb Sagitari. Algunes de les estrelles Algunes estrelles destacades de la constel·lació són Alpha Centauri, Beta Centauri i V766 Centauri, una de les estrelles més grans descobertes fins ara. La constel·lació també conté Omega Centauri, el cúmul globular més brillant visible des de la Terra i el més gran identificat a la Via Làctia, possiblement un vestigi d'una galàxia nana.

## Característiques

### Estrelles

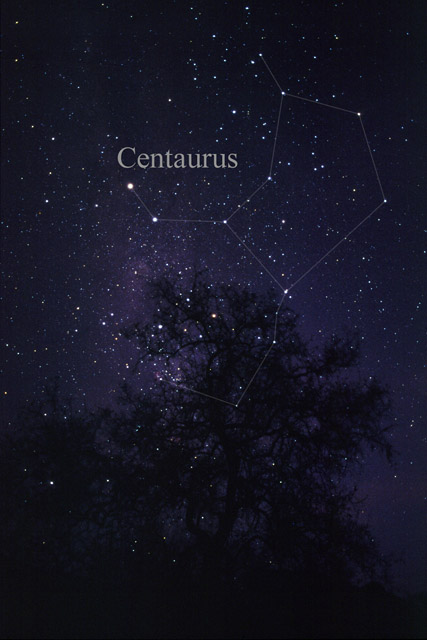
Constel·lació del Centaure.

El Centaure conté diverses estrelles molt brillants. Les seves estrelles alfa i beta s'utilitzen com a estrelles indicadores per ajudar els observadors a trobar la constel·lació de la Creu del Sud. El Centaure conté 281 estrelles amb una magnitud superior a 6,5, el que significa que són visibles a ull nu. Alpha Centauri, el sistema estel·lar més proper al Sol, té un moviment propi ràpid i es calcula que es trobarà a només mig grau de Beta Centauri en aproximadament 4000 anys.
Alpha Centauri és un sistema estel·lar triple format per un sistema binari orbitat per Proxima Centauri, actualment l'estrella més propera al Sol. Alpha Centauri ha estat tradicionalment anomenada Rigil Kentaurus (de l'àrab رجل قنطورس, que significa "peu del centaure") o Toliman (de l'àrab الظليمين que significa "dos estruços mascles"), el sistema té una magnitud total de −0,28 i es troba a 4,4 anys llum de la Terra. Proxima Centauri, l'estrella terciària, és una nana roja de magnitud 11; apareix gairebé a 2 graus de la parella propera d'Alpha i té un període d'aproximadament un milió d'anys. Proxima Centauri té erupcions que duren minuts durant les quals la seva brillantor augmenta en més d'una magnitud. La parella Alpha gira amb una periodicitat de 80 anys i es veurà des dels telescopis de la Terra el 2037 i el 2038, juntes es presenten com la tercera "estrella" més brillant del cel nocturn.
Una altra estrella de primera magnitud és Beta Centauri, en la constel·lació, en una posició més enllà de Proxima i cap a l'eix estret de la Creu del Sud, formant així un extrem sud de la constel·lació amb Alpha. També anomenada Hadar i Agena, és una estrella doble; la primària és una gegant de color blau amb una magnitud de 0,6 i a 525 anys llum de la Terra. La secundària té una magnitud de 4 i té una separació modesta, visible només amb una amplificació intensa a causa de la seva distància.
L'estrella Theta Centauri, més al nord, oficialment anomenada Menkent, és una gegant taronja amb una magnitud de 2,06. És l'única estrella brillant del Centaure que és fàcilment visible des de latituds mig-nord.
L'objecte lluminós següent és Gamma Centauri, una estrella binària que es veu a ull nu amb una magnitud de 2,2. La primària i la secundària són, ambdues, estrelles de color blanc-blavós amb una magnitud de 2,9; el seu període és de 84 anys.
El Centaure també té moltes estrelles dobles i binàries més febles. 3 Centauri és una estrella doble amb una primària de color blanc-blavós amb una magnitud de 4,5 i una secundària de magnitud 6. La primària és a 344 anys llum de distància de la Terra. El Centaure també conté moltes estrelles variables, com R Centauri amb una magnitud mínima de 11,8 i una magnitud màxima de 5,3; és a uns 1250 anys llum de la Terra i té un període de 18 mesos. V810 Centauri és una estrella variable semiregular.
BPM 37093 és una estrella nana blanca amb àtoms de carboni que es creu que han format una estructura cristal·lina. Com que el diamant també està format per carboni disposat en una estructura cristal·lina (encara que de configuració diferent), els científics han anomenat aquesta estrella "Lucy" en referència a la cançó dels Beatles "Lucy in the Sky with Diamonds".
PDS 70 (V1032 Centauri), una estrella T Tauri de baixa massa, també es troba a la constel·lació del Centaure. El juliol de 2018, els astrònoms van capturar la primera imatge concluent d'un disc protoplanetari que conté un exoplaneta incipient, anomenat PDS 70b.

### Objectes notables del cel profund
Omega del Centaure (NGC 5139), tot i figurar com l'estrella "omega" de la constel·lació, és en realitat un cúmul globular visible a ull nu, situat a 17.000 anys llum i amb un diàmetre de 150 anys llum. És el cúmul globular més gran i brillant de la Via Làctia; amb deu vegades la grandària del següent cúmul més gran, té una magnitud de 3,7. També és el cúmul globular més lluminós de la Via Làctia, amb més d'un milió de lluminositat solar. Ω Centauri està classificada com un cúmul de la classe VIII de Shapley, la qual cosa significa que el seu centre està poc concentrat. També és un dels dos únics cúmuls globulars designats amb una lletra Bayer; el cúmul globular 47 Tucanae (Xi Tucanae) és l'únic designat amb un nombre de Flamsteed. Conté diversos milions d'estrelles, la majoria de les quals són estrelles nanes grogues, però també posseeix gegants vermelles i estrelles blaves i blanques; les estrelles tenen una edat mitjana de 12 mil milions d'anys. Això ha generat la hipòtesi que Ω Centauri podria ser el nucli d'una galàxia nana que va ser absorbit per la Via Làctia. Ω Centauri ja va ser determinada com a no estel·lar el 1677 per l'astrònom anglès Edmond Halley, tot i que era visible com una estrella per als antics. James Dunlop va determinar la seva condició com a cúmul globular el 1827. A ull nu, Ω Centauri apareix borrosa i clarament no circular; té aproximadament diàmetre d'una meitat de grau, la mateixa grandària que la Lluna plena.

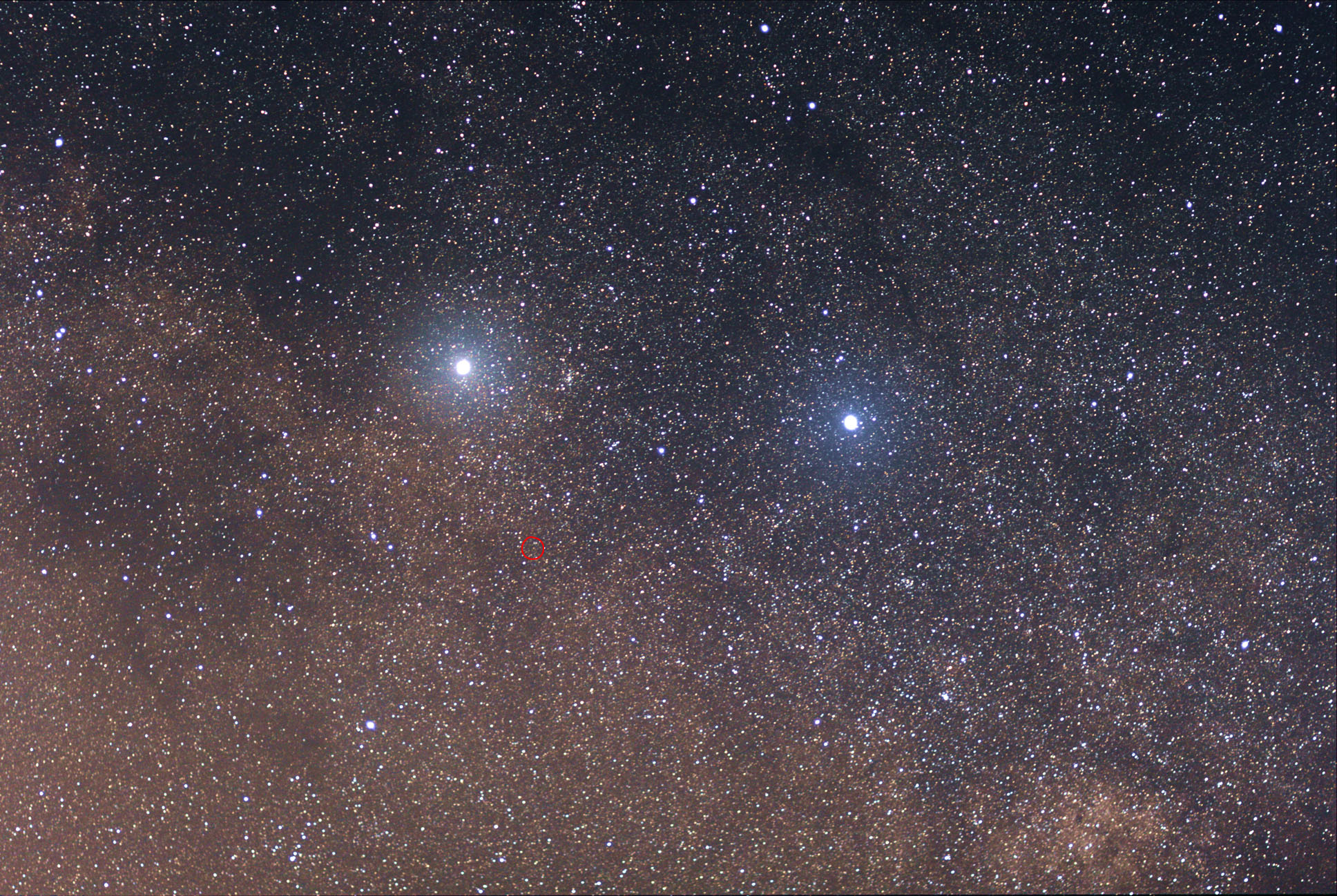
Les dues estrelles principals són Alfa del Centaure (esquerra) i Beta del Centaure (dreta). L'estrella vermella que es troba al bell mig del cercle vermell és Proxima del Centaure.

El Centaure també conté cúmuls oberts. NGC 3766 és un cúmul obert situat a 6.300 anys llum de la Terra que és visible a ull nu. Conté aproximadament 100 estrelles, les més brillants de les quals són de magnitud 7. NGC 5460 és un altre cúmul obert visible a ull nu, situat a 2.300 anys llum de la Terra, amb una magnitud total de 6 i que conté aproximadament 40 estrelles.
Al Centaure també hi ha una nebulosa planetària brillant, la NGC 3918, coneguda també com el Planetari blau. Té una magnitud total de 8 i una estrella central de magnitud 11; és a 2600 anys llum de la Terra. El Planetari blau va ser descobert per John Herschel i va rebre aquest nom per la similitud del seu color amb Urà, tot i que sembla que la nebulosa és aparentment tres vegades més gran que el planeta.
El Centaure també és ric en galàxies: NGC 4622 és una galàxia espiral de cara situada a 200 milions d'anys llum de la Terra (corba cap al roig 0.0146). Els seus braços espirals giren en ambdues direccions, cosa que fa que sigui gairebé impossible per als astrònoms determinar la rotació de la galàxia. Els astrònoms teoritzen que una col·lisió amb una galàxia més petita prop del nucli de la galàxia principal podria haver provocat l'estructura espiral inusual. La NGC 5253, una galàxia irregular peculiar, es troba prop de la frontera amb la Hidra i M83, amb els quals probablement va tenir una interacció gravitacional pròxima fa 1-2 mil milions d'anys. Això podria haver provocat l'alta taxa de formació d'estrelles de la galàxia, que continua avui i contribueix a la seva brillantor superficial elevada. NGC 5253 inclou una gran nebulosa i almenys 12 grans cúmuls d'estrelles. A l'ocular del telescopi s'observa com una petita galàxia de magnitud 10 amb dimensions de 5 minuts d'arc per 2 minuts d'arc i un nucli brillant. NGC 4945 és una galàxia espiral vista de cantó des de la Terra, a 13 milions d'anys llum de distància. És visible amb qualsevol telescopi amateur, així com amb prismàtics en bones condicions; ha estat descrita com "una flama d'espelma", llarga i prima (16' per 3'). A l'ocular d'un telescopi gran, la seva franja de pols sud-est es fa visible. Una altra galàxia és NGC 5102; a l'ocular, apareix com un objecte el·líptic de 9 minuts d'arc per 2,5 minuts d'arc inclinat en un eix sud-oest a nord-est.
Una de les galàxies actives més properes a la Terra és la galàxia Centaure A, NGC 5128, a 11 milions d'anys llum de distància (corba cap al roig 0.00183). Té un forat negre supermassiu al seu nucli, que expulsa jets massius de matèria que emeten ones de ràdio a causa de la radiació sincrotrònica. Els astrònoms postulen que les seves franjes de pols, poc comunes en galàxies el·líptiques, són degudes a una fusió anterior amb una altra galàxia, probablement una galàxia espiral. NGC 5128 apareix en l'espectre òptic com una galàxia el·líptica prou gran amb una franja de pols prominent. La seva magnitud total és de 7 i s'ha vist a ull nu en condicions perfectes, la qual cosa la fa un dels objectes més llunyans visibles a ull nu. En latituds ecuatorials i australs, és fàcil de trobar saltant d'estrella en estrella des de Ω Centauri. Amb petits telescopis, la franja de pols no és visible; comença a aparèixer amb aproximadament 4 polzades d'obertura en bones condicions. Amb instruments amateurs grans, de més de 12 polzades d'obertura, la direcció oest-nord-oest a est-sud-est de la franja de pols és fàcilment discernible. Una altra franja de pols feble en el costat est de la galàxia de 12 minuts d'arc per 15 minuts d'arc també és visible.
ESO 270-17, també conegut com l'Objecte Fourcade-Figueroa, és un objecte de baixa brillantor superficial que es creu que són les restes d'una galàxia; no té un nucli i és molt difícil d'observar amb un telescopi amateur. Mesura 7 minuts d'arc per 1 minut d'arc. Probablement va originar-se com una galàxia espiral i va experimentar una interacció gravitacional catastròfica amb Centaure A fa uns 500 milions d'anys, frenant la seva rotació i destruint, així, la seva estructura.
NGC 4650A és una galàxia amb anell polar situada a 136 milions d'anys llum de la Terra (corba cap al roig 0.01). Té un nucli central format per estrelles més velles que es semblen a una galàxia el·líptica, i un anell exterior d'estrelles joves que orbita al voltant del nucli. El pla de l'anell exterior està distorsionat, cosa que suggereix que NGC 4650A és el resultat d'una col·lisió galàctica ocorreguda fa aproximadament mil milions d'anys. Aquesta galàxia també ha estat citada en estudis de matèria fosca, ja que les estrelles de l'anell exterior orbiten massa ràpidament per a la seva massa col·lectiva. Això suggereix que la galàxia està envoltada d'un halo de matèria fosca, que proporciona la massa necessària.
Un dels cúmuls de galàxies més propers a la Terra és el Cúmul del Centaure, a uns 160 milions d'anys llum de distància, amb una corba cap al roig de 0.0114. Té una regió central de gas més freda i densa, i una regió exterior més calenta i menys densa. El medi intracluster al Cúmul del Centaure té una alta concentració de metalls (elements més pesants que l'heli) a causa del gran nombre de supernoves. Aquest cúmul també té un plomall de gas amb origen desconegut.

## Història

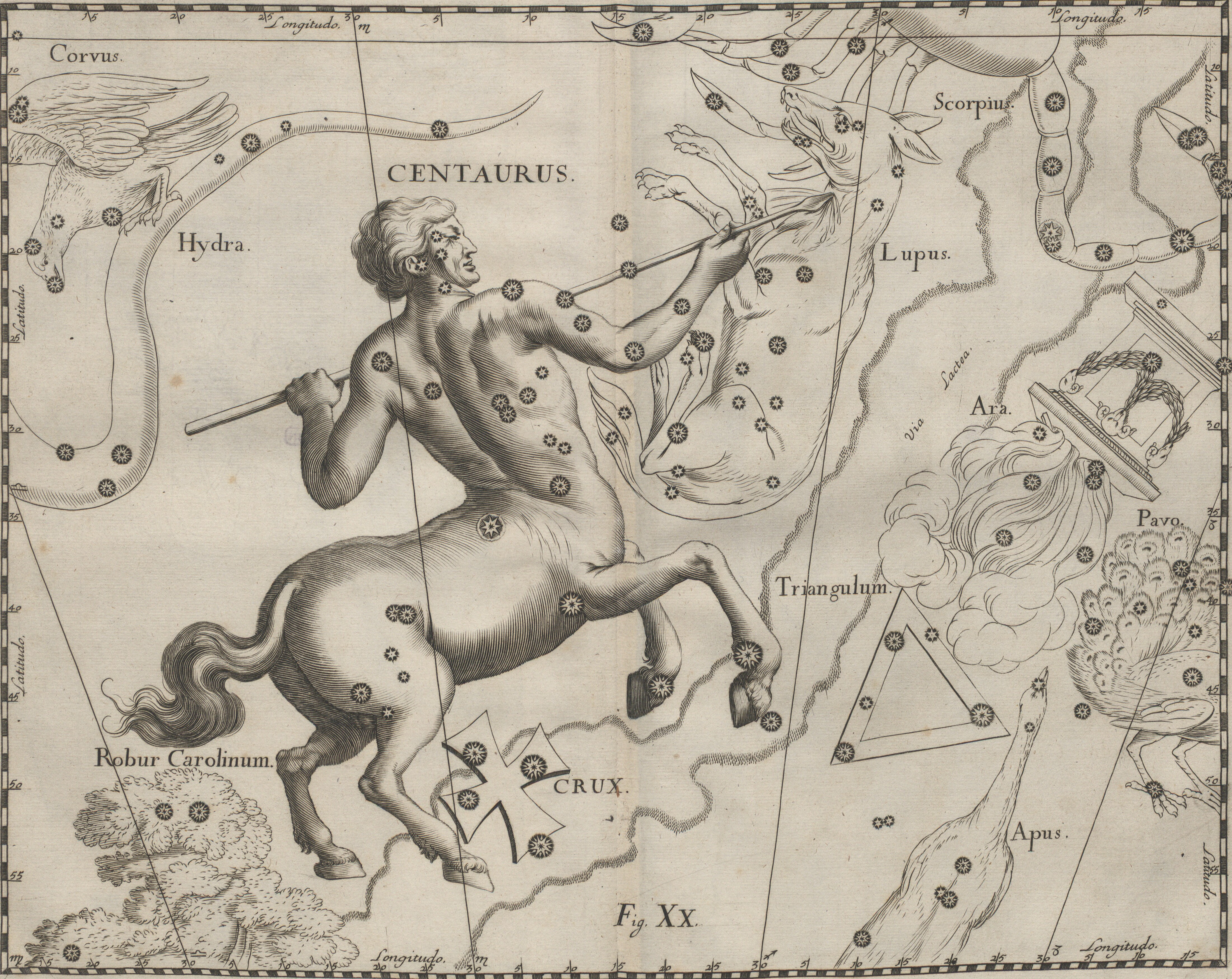
Detall de la constel·lació del Centaure a Firmamentum Sobiescianum de Johannes Hevelius. Aquesta representació mostra el Centaure a l'inrevés de com es veu al cel des de la Terra; per tant, mostraria la vista d'un observador des de fora l'esfera celeste.

Tot i que la constel·lació del Centaure té ara una latitud sud molt elevada, en els inicis de la civilització era una constel·lació equatorial. La precessió l'ha anat desplaçant lentament cap al sud durant mil·lennis, i ara es troba a prop de la seva màxima declinació sud. En poc més de 7000 anys estarà a la màxima visibilitat a l'hemisferi nord, visible en alguns moments de l'any fins a una latitud nord bastant elevada. La constel·lació del Centaure es pot rastrejar fins a Babilònia, on es coneixia com a home-bisó (MUL.GUD.ALIM). Aquest ésser es representava en dues formes principals: en primer lloc, com un bisó de 4 potes amb un cap humà, i en segon lloc, com un ésser amb el cap i el tors d'un home enganxats a les potes posteriors i la cua d'un bou o bisó. Ha estat estretament associat amb el déu sol Utu-Shamash des de temps molt antics.
A l'Antiga Grècia, es va representar la constel·lació com un centaure i se li va donar el seu nom actual. Va ser esmentada per Eudox al segle IV aC i Arat al segle III aC. Al segle ii, Claudi Ptolemeu va catalogar 37 estrelles a la constel·lació del Centaure, incloent Alpha Centauri. En temps anteriors la constel·lació era encara més gran, ja que la constel·lació del Llop era inclosa dins la del Centaure, representada en il·lustracions com un animal no especificat que es trobava dins de la presa del centaure o empalat a la seva llança. La Creu del Sud, que ara es considera una constel·lació separada, era tractada pels antics com un simple asterisme format per les estrelles que componen les potes del centaure. A més, el que ara és la petita constel·lació del Compàs era considerada com un conjunt d'estrelles no definides sota les peülles davanteres del centaure.
Segons el poeta romà Ovidi (Fasti v.379), la constel·lació honora el centaure Quiró, que va ser tutor de molts dels herois grecs més antics, com ara Hèracles, Teseu i Jàson, el líder dels argonautes. No s'ha de confondre amb el centaure més bel·licós representat per la constel·lació de Sagitari. La llegenda associada amb Quiró diu que va ser accidentalment enverinat amb una fletxa disparada per Hèracles i, com a resultat, va ser col·locat en els cels.

## Equivalents
En l'astronomia xinesa, les estrelles del Centaure es troben diferenciades en tres àrees: el Drac d'atzur oriental (東方青龍, dōng fāng qīng lóng), l'Àguila vermella austral (南方朱雀, nán fāng zhū què) i els Asterismes australs (近南極星區, jìn nán jí xīn gōu). Com que no totes les estrelles del Centaurees poden veure's des de la Xina, les estrelles no visibles van ser classificades entre els Asterismes australs per Xu Guangqi, basant-se en el seu estudi de les cartes celestes occidentals. No obstant això, la majoria de les estrelles més brillants del Centaure, incloent α Centauri, θ Centauri (o Menkent), ε Centauri i η Centauri, es poden veure al cel xinès.
Alguns pobles polinesis també consideraven les estrelles del Centaure com una constel·lació. A Pukapuka, el Centaure rebia dos noms: Na Mata-o-te-tokolua i Na Lua-mata-o-Wua-ma-Velo. A Tonga, la constel·lació rebia quatre noms: O-nga-tangata, Tautanga-ufi, Mamangi-Halahu i Mau-kuo-mau. Alpha i Beta Centauri no van rebre noms específics de la gent de Pukapuka o Tonga, però van ser anomenats per la gent d'Hawaii i les illes Tuamotu. A Hawaii, el nom d'Alpha Centauri era Melemele o Ka Maile-hope, i el nom de Beta Centauri era Polapola o Ka Maile-mua. A les illes Tuamotu, Alpha es deia Na Kuhi i Beta es deia Tere.
El Punter (α Centauri i β Centauri) és un dels asterismes utilitzats pels mariners del poble bugis per a la navegació, anomenat bintoéng balué, que significa "la vídua abans del matrimoni". També es coneix com bintoéng sallatang, que significa "estrella del sud".